# Lype prolongata
Lype prolongata là một loài Trichoptera hóa thạch trong họ Psychomyiidae.